# Алвеш, Рикарду
Рикарду Алвеш Коэлью да Силва (порт. Ricardo Alves Coelho Silva; род. 25 марта 1993[…], Лороза) — португальский футболист, полузащитник иранского клуба «Трактор» Тебриз. Двукратный чемпион Словении (2015/16, 2017/18), обладатель Кубка Словении (2017/18), победитель Сегунды Лиги (2012/13) и ФНЛ (2020/21).

## Клубная карьера
Родился в португальском городе Лороза, где в восьмилетнем возрасте начал выступать в составе местной команды. Следующей клубом стал «Порту», за молодёжный состав которого выступал три года. За первый профессиональный клуб, «Белененсеш», Рикарду дебютировал 1 августа 2012 года в матче Кубка португальской лиги против «Фреамунде».
В июле 2013 года ушёл в аренду на год в «Портимоненсе». Первым иностранным клубом игрока стал бухарестский «Рапид», в который он перешёл в феврале 2015 года. На протяжении трёх лет выступал за словенскую «Олимпию» Любляна.
6 сентября 2018 года на правах свободного агента присоединился к клубу РПЛ «Оренбург». Отыграв в уральском клубе 2 года Рикарду запомнился старательным, трудолюбивым и техничным игроком.
В 2020 году «Оренбург» вылетел в ФНЛ. Алвеш провёл несколько матчей и со скандалом покинул клуб.
Алвеш: «Спасибо фанатам за поддержку в течение этих двух лет! Спасибо тренерам, врачам, массажистам и игрокам команды! К сожалению, я покидаю клуб не по своей воле, а по воле ужасного руководства. Если бы в „Оренбурге“ не работали определённые люди, он был бы успешнее. Я никогда не хотел уходить, особенно таким образом».
В 2021 году, поддерживая форму в турецком отеле, присоединился на сбор к «Крыльям Советов». После долгих переговоров игрок и клуб пришли к подписанию соглашения. Дебютировал за самарский клуб португалец 10 марта в матче против «Томи», выйдя на замену в конце игры.
13 июля 2021 года стал игроком алматинского «Кайрата», подписав с казахстанским клубом полуторагодичный контракт.

## Карьера в сборной
Выступал за сборные Португалии различных возрастных категорий, от 17 до 20 лет.

## Достижения
«Белененсеш»
- Победитель Сегунды Лиги: 2012/13

«Олимпия» (Любляна)
- Чемпион Словении (2): 2015/16, 2017/18
- Бронзовый призёр чемпионата Словении: 2016/17
- Обладатель Кубка Словении: 2017/18
- Финалист Кубка Словении: 2016/17

«Крылья Советов»
- Финалист Кубка России: 2020/21
- Победитель ФНЛ: 2020/21

## Клубная статистика
| Выступление             | Выступление      | Выступление      | Лига | Лига | Кубки страны | Кубки страны | Еврокубки | Еврокубки | Итого | Итого |
| Клуб                    | Лига             | Сезон            | Игры | Голы | Игры         | Голы         | Игры      | Голы      | Игры  | Голы  |
| ----------------------- | ---------------- | ---------------- | ---- | ---- | ------------ | ------------ | --------- | --------- | ----- | ----- |
| Белененсеш (Лиссабон)   | Сегунда Лига     | 2012/13          | 13   | 1    | 2            | 0            | —         | —         | 15    | 1     |
| Белененсеш (Лиссабон)   | Итого            | Итого            | 13   | 1    | 2            | 0            | —         | —         | 15    | 1     |
| Портимоненсе (Портиман) | Сегунда Лига     | 2013/14          | 15   | 1    | 2            | 0            | —         | —         | 17    | 1     |
| Портимоненсе (Портиман) | Итого            | Итого            | 15   | 1    | 2            | 0            | —         | —         | 17    | 1     |
| Рапид (Бухарест)        | Лига I           | 2014/15          | 7    | 0    | —            | —            | —         | —         | 7     | 0     |
| Рапид (Бухарест)        | Итого            | Итого            | 7    | 0    | —            | —            | —         | —         | 7     | 0     |
| Олимпия (Любляна)       | 1 лига           | 2015/16          | 24   | 3    | 2            | 0            | —         | —         | 26    | 3     |
| Олимпия (Любляна)       | 1 лига           | 2016/17          | 21   | 2    | 4            | 0            | 2         | 0         | 27    | 2     |
| Олимпия (Любляна)       | 1 лига           | 2017/18          | 33   | 10   | 4            | 1            | —         | —         | 37    | 11    |
| Олимпия (Любляна)       | Итого            | Итого            | 78   | 15   | 10           | 1            | 2         | 0         | 90    | 16    |
| Оренбург                | РПЛ              | 2018/19          | 10   | 3    | 3            | 0            | —         | —         | 13    | 3     |
| Оренбург                | РПЛ              | 2019/20          | 21   | 3    | 1            | 0            | —         | —         | 22    | 3     |
| Оренбург                | ФНЛ              | 2020/21          | 8    | 1    | —            | —            | —         | —         | 8     | 1     |
| Оренбург                | Итого            | Итого            | 39   | 7    | 4            | 0            | —         | —         | 43    | 7     |
| Крылья Советов          | ФНЛ              | 2020/21          | 12   | 0    | 3            | 0            | —         | —         | 15    | 0     |
| Крылья Советов          | Итого            | Итого            | 12   | 0    | 3            | 0            | —         | —         | 15    | 0     |
| Всего за карьеру        | Всего за карьеру | Всего за карьеру | 164  | 24   | 21           | 1            | 2         | 0         | 187   | 25    |